# Bezdifuziona transformacija
Bezdifuziona transformacija, poznata kao izmeštajuća transformacija, označava promene čvrstog stanja u kristalnoj strukturi koje ne zavise od difuzije atoma na velike udaljenosti. Umesto toga, ove transformacije se manifestuju kao rezultat sinhronizovanih pomeranja atomskih pozicija, pri čemu atomi prolaze kroz pomeranja na rastojanjima manjim od razmaka između susednih atoma, uz očuvanje njihovog relativnog rasporeda. Primer takvog fenomena je martenzitna transformacija, primetna pojava uočena u kontekstu čeličnih materijala. Termin „martenzit” je prvobitno skovan da opiše kruti i fino dispergovani sastojak koji se pojavljuje u čelicima koji su podvrgnuti brzom hlađenju. Naknadna istraživanja su otkrila da drugi materijali osim legura gvožđa, kao što su legure obojenih gvožđa i keramika, takođe mogu da prolaze kroz bezdifuzione transformacije. Shodno tome, termin „martenzit” je evoluirao da obuhvati rezultirajući proizvod koji proizilazi iz takvih transformacija na inkluzivniji način. U kontekstu transformacija bez difuzije, dolazi do kooperativnog i homogenog kretanja, što dovodi do modifikacije kristalne strukture tokom promene faze. Ova kretanja su mala, obično manja od njihovih međuatomskih rastojanja, a susedi atoma ostaju blizu. Sistematsko kretanje velikog broja atoma navelo je neke istraživače da ih nazovu vojnim transformacijama za razliku od faznih promena zasnovanih na civilnoj difuziji, u početku od strane Frederika Čarlsa Franka i Džona Vajrila Kristijana.

## Klasifikacija i definicije
Fenomen u kome se atomi ili grupe atoma koordiniraju kako bi pomerili svoje susedne pandane, što rezultira strukturnom modifikacijom, poznat je kao transformacija izmeštanja. Opseg izmeštajućih transformacija je ekstenzivan, obuhvatajući raznovrstan niz strukturnih promena. Kao rezultat toga, osmišljene su dodatne klasifikacije kako bi se pružilo nijansiranije razumevanje ovih transformacija.

## Martenzitna transformacija gvožđe-ugljenik
Razlika između austenitnog i martenzitnog čelika je suptilna po prirodi. Austenit pokazuje kubnu na licu centriranu (FCC) jediničnu ćeliju, dok transformacija u martenzitu podrazumeva izobličenje ove kocke u telesno centriran tetragonalni oblik (BCT). Ova transformacija se dešava usled procesa izmeštanja, pri čemu intersticijski atomi ugljenika nemaju vremena da se pomere difuzijom. Shodno tome, jedinična ćelija prolazi kroz blago izduživanje u jednoj dimenziji i kontrakciju u druge dve. Uprkos razlikama u simetriji kristalnih struktura, hemijska veza između njih ostaje slična.
Martenzitna transformacija gvožđe-ugljenik dovodi do povećanja tvrdoće. Martenzitna faza čelika je prezasićena ugljenikom i stoga podleže ojačanju čvrstog rastvora. Slično radno-kaljenim čelicima, defekti sprečavaju da atomi klize jedan pored drugog na organizovan način, uzrokujući da materijal postane tvrđi.

## Pseudo martenzitna transformacija
Pored izmeštajuće transformacije i difuzione transformacije, nova vrsta fazne transformacije koja obuhvata tranziciju izmeštanja podrešetke i atomsku difuziju je otkrivena korišćenjem sistema difrakcije rendgenskih zraka pod visokim pritiskom. Novi mehanizam transformacije je nazvan pseudomartenzitna transformacija.

## Literatura
- Christian, J.W., Theory of Transformations in Metals and Alloys, Pergamon Press (1975)
- Khachaturyan, A.G., Theory of Structural Transformations in Solids, Dover Publications, NY (1983)
- Green, D.J.; Hannick, R.; Swain, M.V. (1989). Transformation Toughening of Ceramics. Boca Raton: CRC Press.  0-8493-6594-5.

## Spoljašnje veze
- Extensive resources from Cambridge University
- The cubic-to-tetragonal transition
- European Symposium on Martensitic Transformations (ESOMAT)
- PTC Lab for martensite crystallography